# Masacre de Kalávrita
La Masacre de Kalávrita (en griego: Σφαγή των Καλαβρύτων), o el Holocausto de Kalávrita (Ολοκαύτωμα των Καλαβρύτων), se refieren al exterminio, casi total, de la población masculina, así como la destrucción total de la ciudad de Kalávrita, Grecia, por las fuerzas de ocupación alemanas durante la Segunda Guerra Mundial, el 13 de diciembre de 1943.

## Historia
A principios de diciembre de 1943, la 117.ª División Jäger del ejército alemán comenzó una misión llamada Unternehmen Kalavryta (Operación Kalávrita), con la intención de rodear a los guerrilleros de la Resistencia griega en la zona montañosa que rodea Kalávrita. Durante la operación, 78 soldados alemanes, que habían sido tomados prisioneros por la guerrilla en octubre, fueron ejecutados por sus captores. En respuesta, el comandante de la división alemana, el general Karl von Le Suire, ordenó personalmente las "medidas más severas, comandando el asesinato de la población masculina de Kalávrita, el 10 de diciembre de 1943.
La Operación Kalávrita fue montada desde Patras y Egio en el Golfo de Corinto y desde cerca de Trípoli en el Peloponeso central. Todos los "Escuadrones de batalla" se dirigieron hacia Kalávrita. Las tropas de la Wehrmacht quemaron aldeas y monasterios y dispararon contra civiles en su camino. Cuando llegaron a la ciudad, encerraron a todas las mujeres y niños en la escuela local, la incendiaron desde el exterior y llevaron a todos los hombres de 12 años o más a una colina que daba a la ciudad. Allí, las tropas alemanas los ametrallaron. Más de 500 murieron. Solo hubo trece sobrevivientes varones, salvados porque estaban escondidos bajo los cuerpos de los muertos. Las mujeres y los niños lograron liberarse de la flamante escuela mientras el resto de la ciudad estaba en llamas. Al día siguiente, las tropas nazis incendiaron el monasterio de Agía Lávra, un hito de la Guerra de Independencia griega.
En total, cerca de 700 civiles fueron asesinados durante las represalias de la Operación Kalávrita. Veintiocho comunidades —ciudades, aldeas, monasterios y asentamientos— fueron destruidas. En Kalávrita, alrededor de 1000 casas fueron saqueadas y quemadas, y más de 2000 animales capturados por los alemanes. La masacre fue conmemorada en el libro de 2014, Huérfano de Hitler: Demetri de Kalávrita escrito por Marc Zirogiannis. Esta novela histórica cuenta la historia de la masacre desde la perspectiva de la familia Zirogiannis.
Hoy en día el lugar del sacrificio se mantiene como un sitio conmemorativo, y los acontecimientos se conmemoran cada mes de diciembre. El 18 de abril de 2000, el entonces Presidente de la República Federal de Alemania, Johannes Rau, visitó Kalávrita y expresó su vergüenza y pesar por la tragedia.

## En las artes
- Réquiem (1984) de Mikis Theodorakis está dedicado ”a los muertos de la Masacre de Kalávrita”[5]
- Kalavrita des mille Antigones de Charlotte Delbo
- En el capítulo Vendetta de 1964 de la tercera temporada de la serie Combate!, la estrella invitada es Telly Savalas quien interpreta a un coronel griego que dice ser oriundo de Kalávrita y el cual quiere vengar la matanza alemana.